# Prix de la critique internationale du Festival de Deauville
Le Prix de la critique internationale du Festival de Deauville est un prix remis chaque année au Festival du cinéma américain de Deauville.

## Récompenses
- 1987 : Hollywood Shuffle (en) de Robert Townsend
- 1988 : Patti Rocks de David Burton Morris
- 1989 : Signs of Life de John David Coles
- 1990 : ex aequo Metropolitan de Whit Stillman et Tante Julia et le scribouillard de Jon Amiel
- 1991 : My Own Private Idaho de Gus Van Sant
- 1992 : Gas, Food Lodging d'Allison Anders
- 1993 : ex aequo Public Access de Bryan Singer et Garçon d'honneur d'Ang Lee
- 1994 : ex aequo Federal Hill de Michael Corrente et Little Odessa de James Gray
- 1995 : Swimming with Sharks de George Huang
- 1996 : Bound des Wachowski
- 1997 : Sunday de Jonathan Nossiter
- 1998 : Ni dieux ni démons de Bill Condon
- 1999 : Dans la peau de John Malkovich de Spike Jonze
- 2000 : Memento de Christopher Nolan
- 2001 : Hedwig and the Angry Inch de John Cameron Mitchell
- 2002 : The Safety of Objects de Rose Troche
- 2003 : American Splendor de Shari Springer Berman et Robert Pulcini
- 2004 : Maria, pleine de grâce de Joshua Marston
- 2005 : Keane de Lodge Kerrigan
- 2006 : SherryBaby de Laurie Collyer
- 2007 : Grace Is Gone de James C. Strouse
- 2008 : Gardens of the Night de Damian Harris
- 2009 : The Messenger de Oren Moverman
- 2010 : Buried de Rodrigo Cortés
- 2011 : Detachment de Tony Kaye
- 2012 : The We and the I de Michel Gondry
- 2013 : The Retrieval de Chris Eska
- 2014 : It Follows de David Robert Mitchell
- 2015 : Krisha de Trey Edward Shults
- 2016 : The Fits de Anna Rose Holmer
- 2017 : A Ghost Story de David Lowery
- 2018 : Blindspotting de Carlos Lopez Estrada
- 2019 : Bull d'Annie Silverstein[1]
- 2020 : The Nest de Sean Durkin
- 2021 : Red Rocket de Sean S. Baker
- 2022 : Aftersun de Charlotte Wells
- 2023 : LaRoy de Shane Atkinson
- 2024 : Color Book de David Fortune